# Star Trek: Vesmírná loď Voyager
Star Trek: Vesmírná loď Voyager (v anglickém originále Star Trek: Voyager) je americký sci-fi televizní seriál, v pořadí pátý z řady seriálů ze světa Star Treku. Jeho autory jsou Rick Berman, Michael Piller a Jeri Taylorová. Premiérově vysílán byl v letech 1995–2001 na stanici UPN, celkem vzniklo 172 dílů v sedmi řadách. Děj Vesmírné lodi Voyager je zasazen do let 2371–2378 a sleduje příběh hvězdné lodi USS Voyager (NCC-74656), která se při pronásledování makistské povstalecké lodi nedobrovolně dostane do delta kvadrantu vzdáleného 70 000 světelných let od Země. Posádky obou plavidel se sjednotí, protože jen společnými silami mají naději na návrat domů, který by i při nejvyšší možné rychlosti trval 70 let. Lodi Voyager velí kapitán Kathryn Janewayová (Kate Mulgrewová), její zástupcem je velitel makistského plavidla, komandér Chakotay (Robert Beltran).

## Příběh
V pilotním díle je loď USS Voyager přenesena bytostí, jež se zve Ochráncem, do delta kvadrantu. V závěru epizody se kapitán Kathryn Janewayová musí rozhodnout, jestli použije technologii zemřelé bytosti pro návrat zpět do alfa kvadrantu nebo jí zničí, zachrání tak místní rovnováhu sil, ale uzavře sobě i celé posádce cestu zpět. Její rozhodnutí jí pronásleduje vždy v těžkých chvílích, zejména při ztrátách na členech posádky. V delta kvadrantu však uvízla také loď Makistů, kterou měl Voyager původně za úkol dohnat a přivést zpět. Obě posádky se spojí, velitel makistů, Chakotay, díky absolvování akademie Hvězdné flotily a zkušenostem se stane prvním důstojníkem a spolu s kapitánem Janewayovou se s Voyagerem vydávají na dlouhou cestu zpět na Zemi.
Jedním z prvních úkolů je sjednotit obě posádky a pozvednou morálku těch, kteří jsou přesvědčení, že domů už se nedostanou a nebo jsou ochotni pro to udělat až příliš mnoho a jít proti pravidlům a morálním zásadám. Cestou se navíc neustále střetávají s nepřáteli. Zpočátku jde pouze o rasu Kazonů, kteří nejsou příliš technologicky vyvinuti, ale zrádná Seska jim poskytne řadu výhod. Kazony záhy střídá mnohem horší nepřítel znám z epizody „Kdo je Q“. Kapitán Janewayová dokonce s Borgy naváže mírovou úmluvu, protože do galaxie proudí jednotky biologicky vyspělého druhu 8472, který likviduje vše živé včetně borgských krychlí. Během krátké doby trvání spojenectví se na palubu Voyageru dostává Sedmá z devíti, původně člověk Annika Hansenová, které kapitán chce následně vrátit její lidství. V téže době posádku opouští Kes, která se původně přidala k Voyageru po smrti Ochránce v prvním dílu.
Při dalších cestách Voyager naráží na různé divy vesmíru delta kvadrantu, získává nové zkušenosti a podniká první kontakty. Později se občas podaří navázat i spojení se základnou Hvězdné flotily na Zemi, která začíná pracovat na způsobu, jak Voyager i s posádkou dopravit rychle zpět domů, ale především aspoň vychází najevo, že posádka Voyageru není mrtvá.
Příčinou rychlého návratu na Zemi jsou nakonec všudypřítomní Borgové. Kapitán Janewayová se rozhodne použít jejich transwarpové tunely, které spojují různá místa galaxie obdobně jako červí díry. Voyager se tak po zhruba sedmi letech vrací se značně obměněnou posádkou, spoustou nových poznatků a informací k Zemi.

## Obsazení

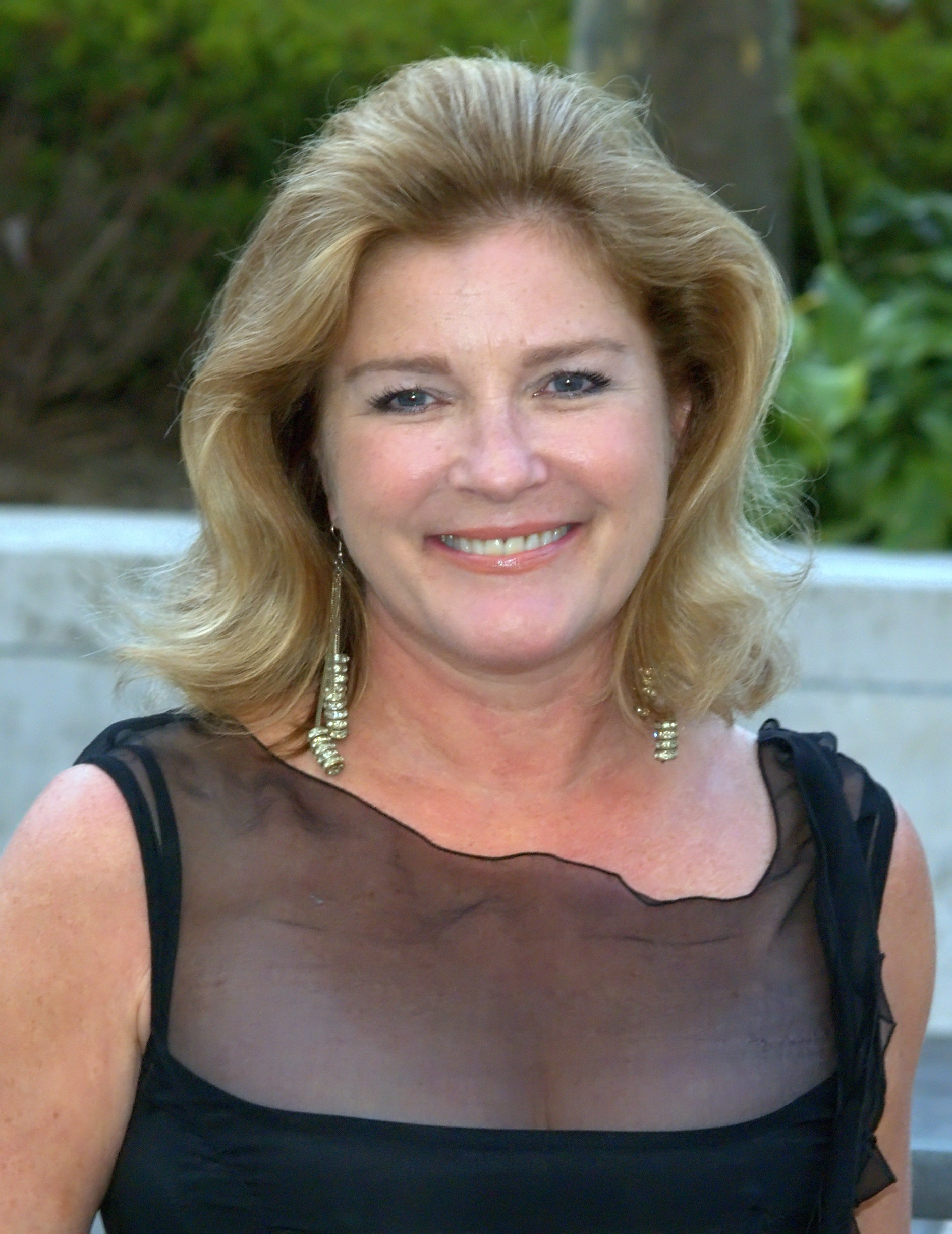
Kate Mulgrewová, která ztvárnila postavu kapitána Kathryn Janewayové

- Kate Mulgrewová (český dabing: Sylva Talpová) jako kapitán Kathryn Janewayová
- Robert Beltran (český dabing: Luboš Ondráček) jako komandér Chakotay
- Roxann Biggsová-Dawsonová (český dabing: Drahomíra Kočová) jako podporučík B'Elanna Torresová
- Jennifer Lienová (český dabing: Zora Böserlová) jako Kes (1.–3. řada, ve 4. a 6. řadě jako host)
- Robert Duncan McNeill (český dabing: Ladislav Cigánek) jako podporučík Tom Paris
- Ethan Phillips (český dabing: Zdeněk Bureš) jako Neelix
- Robert Picardo (český dabing: Přemysl Přichystal) jako Doktor
- Tim Russ (český dabing: Aleš Jarý [1.–4. řada], Igor Bareš [4., 5. a 7. řada], Daniel Dítě [6. řada]) jako poručík Tuvok
- Garrett Wang (český dabing: Ladislav Běhůnek [1. a 2. řada], Jan Kolařík [2.–7. řada]) jako praporčík Harry Kim
- Jeri Ryanová (český dabing: Lenka Filipová-Kudelová) jako Sedmá z devíti (4.–7. řada)

## Vysílání
| Řada | Díly | Premiéra v USA | Premiéra v USA  | Premiéra v ČR     | Premiéra v ČR     |
| Řada | Díly | První díl      | Poslední díl    | První díl         | Poslední díl      |
| ---- | ---- | -------------- | --------------- | ----------------- | ----------------- |
| 1    | 16   | 16. ledna 1995 | 22. května 1995 | 15. února 1998    | 2. dubna 1998     |
| 2    | 26   | 28. srpna 1995 | 20. května 1996 | 7. dubna 1998     | 28. července 1998 |
| 3    | 26   | 4. září 1996   | 21. května 1997 | 30. července 1998 | 8. ledna 1999     |
| 4    | 26   | 3. září 1997   | 20. května 1998 | 15. ledna 1999    | 16. července 1999 |
| 5    | 26   | 14. října 1998 | 26. května 1999 | 23. července 1999 | 2. února 2001     |
| 6    | 26   | 22. září 1999  | 24. května 2000 | 9. února 2001     | 10. srpna 2001    |
| 7    | 26   | 4. října 2000  | 23. května 2001 | 17. srpna 2001    | 15. února 2002    |

## Odvozená díla
Podle televizního seriálu vznikla řada odvozených děl – knih, komiksů i počítačových her. V rámci knižní série Star Trek: Voyager vyšlo od roku 1995 přes 40 románů.